# 필 오도넬
필립 "필" 오도널(Phillip "Phil" O'Donnell, 1972년 3월 25일 ~ 2007년 12월 29일)은 스코틀랜드의 전 축구 선수로 과거 포지션은 미드필더였으며 현역 시절 터프하고 리더십이 넘치는 모습으로 팀 동료들로부터 두터운 신임과 존경을 한몸에 받은 선수로도 유명했다.

## 선수 시절
1990년 머더웰 FC에서 데뷔하여 1994년까지 4년간 팀의 주축 중앙 미드필더로 공식전 144경기 17골을 기록하며 1990-91년 스코티시컵 우승, 1993-94년 스코티시 프리미어십 3위의 호성적에 공헌한 것은 물론 프로 축구 선수 협회에서 선정한 올해의 스코틀랜드 선수상에도 2번 이름을 올리는 기염을 토했다.
이후 셀틱 FC로 이적하여 1998-99 시즌까지 공식전 121경기 20골을 기록하며 1994-95년 스코티시컵 우승, 1997-98 시즌 리그 우승, 1998-99년 스코티시컵 준우승에 기여했으며 1998-99 시즌을 마친 후 잉글랜드 프리미어리그의 셰필드 웬즈데이와 입단 계약을 체결했다.
그러나 2002-03 시즌까지 공식전 25경기 출장에 그쳤고 결국 2002-03 시즌 종료 후 셰필드와의 계약을 해지한 뒤 친정팀인 머더웰로 복귀했으며 복귀한 직후 팀의 주장으로 2007-08 시즌 중반까지 89경기 10골을 기록하며 2004-05년 스코티시 리그컵 준우승, 2005-06년 스코티시 리그컵 4강 진출 등에 이바지했다.
그러다가 2007년 12월 29일 던디 유나이티드와의 2007-08 스코티시 프리미어십 경기에서 후반전에 교체되며 나가던 도중 갑자기 심장마비로 쓰러져 병원으로 이송되었지만 향년 35세를 일기로 영원히 눈을 감았다.

## 수상

### 클럽
마더웰 FC
- 스코티시 프리미어십 : 3위 (1993-94)
- 스코티시컵 : 우승 (1990-91)
- 스코티시 리그컵 : 준우승 (2004-05), 4강 (2005-06)

셀틱 FC
- 스코티시 프리미어십 : 우승 (1997-98)
- 스코티시컵 : 우승 (1994-95), 준우승 (1998-99)

### 개인
- 프로 축구 선수 협회 선정 올해의 스코틀랜드 선수 : 1991-92, 1993-94